# Duttaphrynus stomaticus
Espèce
Synonymes
- Bufo stomaticus Lütken, 1864 "1863"
- Bufo andersonii Boulenger, 1883

Statut de conservation UICN

 LC  : Préoccupation mineure
Duttaphrynus stomaticus  est une espèce d'amphibiens de la famille des Bufonidae.

## Répartition
Cette espèce se rencontre jusqu'à 4 500 m d'altitude :
- dans l'est de l'Iran ;
- dans le sud de l'Afghanistan ;
- au Pakistan ;
- en Inde ;
- au Bangladesh ;
- dans le sud du Népal.

Sa présence est incertaine en Oman, au Sri Lanka, au Bhoutan et en Chine.

## Publication originale
- Lütken, 1864 "1863" : Nogle ny Krybyr og Padder. Videnskabelige Meddelelser fra Dansk Naturhistorisk Forening i Kjøbenhavn, sér. 2, vol. 4, p. 292-311 (texte intégral).